# Lukas Pöstlberger
Lukas Pöstlberger (Vöcklabruck, Baixa Àustria, 10 de gener de 1992) és un ciclista austríac, professional des del 2016 i actualment a les files del Team Jayco AlUla. El 2012, amb només vint anys, es proclamà campió nacional en ruta.

## Palmarès
- 2012
  -  Campió d'Àustria en ruta
  -  Campió d'Àustria sub-23 en ruta
  - Vencedor d'una etapa al Tour de l'Avenir
- 2013
  -  Campió d'Àustria sub-23 en ruta
  - 1r al Gran Premi Kranj
- 2014
  - 1r al Tour Bohemia
- 2015
  - 1r a l'An Post Rás
  - Vencedor d'una etapa a l'Istrian Spring Trophy
  - Vencedor d'una etapa a la Volta a Àustria
- 2016
  - Vencedor d'una etapa a la Volta de l'Alta Àustria
- 2017
  - Vencedor d'una etapa al Giro d'Itàlia
- 2018
  -  Campió d'Àustria en ruta
- 2019
  - Vencedor d'una etapa al Dwars door Vlaanderen
  - Vencedor d'una etapa a la Volta a Eslovàquia
- 2021
  - Vencedor d'una etapa al Critèrium del Dauphiné
- 2023
  - 1r a la Hong Kong Challenge

### Resultats al Giro d'Itàlia
- 2017. 114è de la classificació general. Vencedor d'una etapa  Porta el Mallot rosa durant 1 etapa
- 2023. 95è de la classificació general

### Resultats al Tour de França
- 2018. 132è de la classificació general
- 2019. No presentat (18a etapa)
- 2020. Abandona (19a etapa)
- 2021. 116è de la classificació general

### Resultats a la Volta a Espanya
- 2018. No surt (19a etapa)